# Dakota Fanning
Hannah Dakota Fanning, bolje poznana kot Dakota Fanning, ameriška filmska in televizijska igralka, *23. februar 1994, Conyers, Georgia, Združene države Amerike.
Svoj preboj je doživela leta 2001, ko je zaigrala v filmu Moje ime je Sam. Kot otrok je Dakota Fanning zaigrala v filmih Telesni čuvaj (2004), Vojna svetov (2005) in Čudežna mreža (2006), bolj odrasle vloge pa je dobila s filmoma Hounddog (2007) in Skrivno življenje čebel (2008). Vlogi v filmski seriji Somrak in filmu The Runaways sta pripomogli k temu, da se je tudi v očeh javnosti iz otorške zvezdnice spremenila v najstniško igralko. Za svoje delo je prejela številne nagrade in nominacije, hkrati pa je tudi najmlajša oseba do zdaj, kar jih je bilo kdaj nominiranih za nagrado Screen Actors Guild Award.

## Zasebno življenje
Hannah Dakota Fanning je bila rojena v Conyersu, Georgia, Združene države Amerike mami Joy (rojeni Arrington), poklicni igralki tenisa, in očetu Steveu Fanningu, ki se je preživljal z igranjem bejzbola za St. Louis Cardinals, trenutno pa kot prodajalec elektrotehnike dela v Los Angelesu. Ima mlajšo sestro Elle, ki je (tako kot ona) igralka. Njen dedek je slaven igralec nogometa, Rick Arrington, njena teta Jill pa je bila reporterka revije ESPN.
Ima nemške korenine, vendar je njen priimek originalno irski. Njena družina in ona sama so baptistične vere. Šolala se na šoli Campbell Hall School v severnem Hollywoodu, Kalifornija, kjer je bila članica navijaškega moštva svoje šole.
Dakoto Fanning so predčasno sprejeli na univerzo v New Yorku, kjer se je pričela šolati septembra leta 2011.

## Kariera

### Zgodnja leta
Dakota Fanning je povedala, da si je že od nekdaj želela postati igralka: »Vedno sem si želela biti igralka, odkar sem bila majhna deklica. Kot otrok sem vedno igrala mamo, moja sestra pa je igrala hčerko. Želela sem si postati igralka iz filmov in televizije, namesto da bi se samo igrala po hiši.« S svojo igralsko kariero je pričela pri petih letih, ko je zaigrala v reklami za podjetje Tide. Svoje prvo igralsko delo je dobila leta 2000, ko je zaigrala v primetimeovi NBC-jevi dramatični televizijski seriji Urgenca, ki se je še danes spominja kot ene izmed najprijetnejših vlog v vsej karieri. O igranju te vloge je povedala: »Igrala sem žrtev prometne nesreče z levkemijo. Dva dneva, kolikor je trajalo, da smo posneli epizodo, sem morala nositi opornico za vrat in cevke v nosu.«
Dakota Fanning je kasneje dobila še vloge v televizijskih serijah Praksa, Na kraju zločina in Vsi županovi možje ter zaigrala glavna lika televizijskih serij Raztresena Ally in The Ellen Show kot majhni deklici. Leta 2001 je bila izbrana za igranje poleg Seana Penna v filmu Moje ime je Sam. Film je govoril o duševno prizadetem moškem (Sean Penn), ki se bori za skrbništvo nad svojo hčerko Lucy (Dakota Fanning).
Za svojo upodobitev Lucy v filmu Moje ime je Sam je Dakota Fanning prejela nominacijo za nagrado Screen Actors Guild Award in tako v starosti sedmih let postala najmlajša oseba, kar jih je bilo kdaj nominiranih za to nagrado. Ta naslov nosi še danes. Za svoj nastop v tem filmu je prejela tudi nagrado Broadcast Film Critics Association v kategoriji za »najboljšega mladega igralca/igralko«.

### 2002–2003
Leta 2002 je Dakoto Fanning režiser Steven Spielberg izbral za igranje glavne otroške vloge Allison »Allie« Clarke/Keys v televizijski miniseriji Taken. Do danes je za to vlogo prejela same pozitivne ocene s strani kritikov, vključno s Tomom Shalesom, ki je napisal, da ima Dakota Fanning »nenavaden, nezemljanski videz očarljive mlade igralke, katere kariera se pričenja … kasneje pa bo igrala še v veliko pomembnejših projektih.«
V istem letu je Dakota Fanning posnela tri filme: kot ugrabljena žrtev, ki se izkaže za veliko zrelejšo, kot bi ji to pripisali, se pojavi v filmu V pasti, kot mlajša verzija lika Reese Witherspoon je zaigrala v filmu Melanie se poroči in kot Katie se je pojavila v filmu Janko in Metka.
Dakota Fanning je v letu 2003 zaigrala še v dveh filmih in sicer v filmu Dekleta iz visoke družbe, kjer je poleg Brittany Murphy v vlogi nezrele varuške upodobila preresno deklico po imenu Ray, kot Sally pa se je pojavila v filmu Maček v klobuku.
Dakota Fanning je v tem času začela igrati v svojih prvih animiranih projektih in sicer je glas posodila Satsuki v angleški verziji Disneyjevega filma My Neighbor Totoro, majhni deklici v Foxovi televizijski seriji Family Guy in mlajši verziji Wonder Woman v eni epizodi Cartoon Networkove televizijske serije Justice League.

### 2004–2005
V letu 2004 se je Dakota Fanning pojavila v filmu Telesni čuvaj kot Pita, devetletna deklica, ki je osvojila srce upokojenega plačanca (Denzel Washington), ki so ga najeli zato, da bi Pito varoval pred ugrabitvami. Roger Ebert je o Dakoti Fanning napisal, da je »že pri desetih letih profesionalka in enkratno upodobi svoj prikupen lik.«
Film Srhljive skrivalnice je bil prvi film Dakote Fanning, ki je izšel leta 2005, v njem pa je poleg nje igral tudi Robert De Niro. Film je v glavnem dobil pozitivne ocene s strani kritikov, kritik Chuck Wilson, na primer, je o filmu napisal: »Fascinantno srečanje enakih - če otroška zvezdnica [Dakota Fanning] povabi gospodarja [Robert De Niro] na igro, iz tega lahko nastane legendaren film.« Dakota Fanning je glas posodila Lili (nadomestila je Daveigh Chase) v filmu Lili in žverca 2 - Žverca z napako. Imela je tudi manjšo vlogo v filmu Rodriga Garcie, Nine Lives (izdan oktobra 2005), kjer je zaigrala v neprekinjeni devetminutni sceni z igralko Glenn Close, ki je Dakoto Fanning tudi osebno pohvalila: »Definitivno je izkušena duša. Je ena izmed tistih nadarjenih ljudi, katerih talent se pokaže zdaj in potem.« Dakota Fanning je v tem času tudi začela delati na filmu Coraline 3-D.
Dakota Fanning je s snemanjem filma Dreamer: Inspired by a True Story (poleg Kurta Russella) končala v oktobru leta 2004. Kurt Russell je svojo sodelavko oziroma njen nastop v filmu tudi zelo pohvalil. Russell, 54, ki je v filmu igral očeta njenega lika, je dejal: »Garantiram vam, [Dakota] je najboljša igralka, s katero bom kdaj delal v vsej svoji karieri.«
Kris Kristofferson, ki igra dedka njenega lika, je dejal, da je Dakota Fanning kot reinkernirana Bette Davis.
Med promocijo svoje vloge v filmu Dreamer je Dakota Fanning postala članica skupine Girl Scouts of the USA (GSUSA) po posebni ceramoniji, ki pa ji je sledil ogled filma za članice Girl Scouts San Fernando Valley Councila. Sicer ni članica nobene izmed čet, temveč si je prislužila naslov »Juliette«, kar je GSUSA-ov naslov za neodvisno članico.
Nato je Dakota Fanning odšla naravnost na snemanje filma Vojna svetov, v katerem je poleg nje igral tudi Tom Cruise. Izdana v obratnem vrstnem redu (Vojna svetov je izšla junija 2005, Dreamer pa oktobra istega leta) sta oba filma prejela dobre ocene s strani kritikov. Vojno svetov je režiral Steven Spielberg, ki je Dakoto Fanning pohvalil, saj »zelo hitro dojame situacijo v zaporedju, jo hitro posname in sicer tako, kot bi sama reagirala v dejanskih razmerah.«
Po tem, ko je končala s snemanjem filma Vojna svetov je Dakota Fanning takoj začela s snemanjem filma Čudežna mreža, katerega snemanje je končala maja 2005 v Avstraliji. Film je bil izdan 15. decembra 2006 v glavnem pa so ga kritiki sprejeli pozitivno. Producent Jordan Kerner je dejal: »... ker je bila ujeta na snemanju filma Vojna svetov, smo bili prisiljeni začeti iskati zamenjavo zanjo. Nobena izmed mladih igralk na avdiciji se ni mogla meriti z njo.«

### 2006–2007
Med poletjem leta 2006 je Dakota Fanning delala na filmu Hounddog, ki so ga v tiskovnih poročilih opisali kot »temno zgodbo o spolni zlorabi, nasilju in popularnosti Elvisa Presleyja na podeželju juga.« Starši Dakote Fanning so bili kritizirani, ker so hčerki dovolili, da je zaigrala v prizoru, kjer je bil njen lik posiljen. Kakorkoli že, Dakota Fanning je na te očitke v intervjuju z revijo Reuters povedala: »Vse to se ni dogajalo zares. To je film in temu se reče igranje.« Režiserka filma, Deborah Kampmeier je kontroverznost obravnavala v januarju 2007 za revijo Premiere: »Predpostavka, da je bila [Dakota] izpostavljena nasilju, je nastala le zato, da bi zanikali njen talent.« Kasneje je Dakota Fanning o filmu povedala: »Imel je scenarij, ki mi je bil zelo všeč in, saj veste, dejansko je bila moja odločitev, da bom igrala ta lik, ampak seveda sta moja mama in moj agent morala prebrati vse, vendar ni bilo prav nič drugačno od vsega drugega.«
Leta 2006 je pri starosti dvanajstih let prejela povabilo za pridružitev Akademiji umetnosti in znanosti gibljivih slik in tako postala najmlajša oseba, kar jih je kdaj bilo sprejetih v to organizacijo. Leta 2006 so bili njeni dohodki vredni 4 milijone $ in se tako uvrstila na četrto mesto seznama revije Forbes najbolje plačanih zvezd pod 21. letom.
V marcu in aprilu 2007 je snemala film Fragments - Winged Creatures poleg igralcev, kot so Kate Beckinsale, Guy Pearce, Josh Hutcherson, in z nagrado Academy Award (oskar) nagrajena igralca Forest Whitaker in Jennifer Hudson. V filmu je zaigrala Anne Hagen, deklico, ki je bila priča umoru svojega očeta in se pri odpravljanju posledic obrne na vero.
Julija 2007 je Dakota Fanning tri dneve snemala kratki film Cutlass, ki je temeljil na eseju bralca revije Glamour in je bil objavljen v rubriki »Resnični trenutki«. Film Cutlass je režirala Kate Hudson.
Od septembra do decembra leta 2007 je Dakota Fanning snemala film Push, ki je govoril o skupini mladih ameriških izseljencev z nadnaravnimi močmi, kot je jasnovidnost, ki se pred ameriško vladno agencijo skrijejo v Hong Kongu in o glasbeni skupini, ki skuša ubežati nadzoru. Dakota Fanning v filmu igra Cassie Holmes, trinajstletno jasnovidko.

### 2008–2009
Januarja 2008 je Dakota Fanning začela snemati filmsko upodobitev romana pisateljice Sue Monk Kidd z naslovom Skrivno življenje čebel. Zgodba se dogaja v Južni Karolini leta 1964 in se osredotoči na Lily Owens (Dakota Fanning), ki se težavnega razmerja z očetom in svojega osamljenega življenja reši tako, da zbeži od doma s svojo najboljšo prijateljico, po poklicu negovalko (upodobila jo je Jennifer Hudson, njena soigralka iz filma Fragments - Winged Creatures) v Južno Karolino, kjer ju v oskrbo vzamejo tri ecentrične sestre čebelarke (zaigrale so jih z oskarjem nagrajena Queen Latifah, za oskarja nominirana Sophie Okonedo in za nagrado People's Choice Award nominirana Alicia Keys). Film je v Združenih državah Amerike izšel 17. oktobra 2008. Filmski kritiki so filmu dodelili mešane ocene, nastop Dakote Fanning pa so večinoma pohvalili. Roger Ebert iz revije Chicago Sun-Times, je, na primer, napisal: »Vedno je bila dobra igralka in postaja le globlja in boljša.« Tudi Ruthe Stein iz revije San Francisco Chronicle je menila, da Dakota Fanning postaja boljša in boljša v igranju, Stephanie Zacharek iz spletne strani Salon.com pa je dodala, da svoj lik upodobi »z dobrimi instinkti.« Za svoj nastop v filmu je bila Dakota Fanning nagrajena z nagrado Young Artist Awards, skupaj s soigralci pa je bila nominirana za nagrado Black Reel Award.
Njena naslednja filma, animirani film Coraline 3-D in znanstveno-fantastični triler Push, sta izšla na isti dan, 6. februarja 2009. Del filma Coraline, posnetega po istoimenski knjižni uspešnici, je bil predvajan tudi na podelitvi nagrad Academy Awards leta 2010. Istega leta je izšel tudi film Fragments - Winged Creatures. Filma Push in Fragments - Winged Creatures sta bila posneta v letu 2007, animirani film Coraline pa še prej, v letu 2005.
Leta 2009 je Dakota Fanning ob Kristen Stewart, Robertu Pattinsonu in Taylorju Lautnerju dobila vlogo Jane, ene izmed članiov skupine antagonistov, Volturijev, v filmu Mlada luna, nadaljevanju uspešnice Somrak (2008). Film temelji na istoimenskem romanu Stephenie Meyer, izšel pa je 20. novembra 2009. Za svoj nastop v tem filmu je prejela veliko hvale: Ty Burr iz revije The Boston Globe je, na primer, napisal: »Najboljši del filma pa je bila Dakota Fanning, ki, naj bo blagoslovljena [Kristen] Stewart elegantno pokaže, kaj je igranje, v prizoru, kjer pokaže sadistično stran svojega vampirskega lika z močjo mučenja ostalih. Ima prisotnost stare šole.« Leta 2010 so jo za njeno vlogo v tem filmu nominirali za nagrado Teen Choice Award v kategoriji za »filmska izbira kradljivka prizora«.

### 2010 - danes
Dakota Fanning je julija 2010 izdala nadaljevanje filma Mlada luna, film Mrk, v katerem je ponovno zaigrala Jane Volturi. Za svoj nastop v filmu je ponovno prejela veliko hvale s strani kritikov: Sheila Roberts s spletne strani MoviesOnline.ca je, na primer, napisala: »Dakota Fanning, ki se je igralski zasedbi kot Jane pridružila v drugem filmu, Mladi luni, je odlična igralka in njena vloga 'slabe vampirke' doda veliko dimenzijo samemu filmu.« Ob koncu leta 2010 in začetku leta 2011 je Dakota Fanning snemala film Jutranja zarja, nadaljevanju filmov Mlada luna in Mrk, kjer je ponovno upodobila Jane. Zaigrala bo tudi v zadnjem delu filmov serije Somrak.
Leta 2010 je Dakota Fanning v filmu Florie Sigismondi, The Runaways, poleg Kristen Stewart (sodelavka iz filmov Mlada luna in Mrk), Stelle Maeve in Scouta Taylorja-Comptona upodobila Cherie Currie, glavno pevko glasbene skupine, o kateri govori film. Film The Runaways je s strani filmskih kritikov prejel pozitivne ocene, pohvalili pa so tudi nastop Dakote Fanning. V oceni filma revije Time je novinar napisal, da je Dakota Fanning »s svojim nastopom dokazala, da je presenetljivo zrela« ter da občinstvo »povsem zapelje« in jo primerjal z »mini-Meryl Streep«. Za film je izvedla tri pesmi skupine The Runaways; dve (»Cherry Bomb« in »California Paradise«) samostojno, dve (»Dead End Justice« in »Queens of Noise«) pa skupaj s soigralko iz filma, Kristen Stewart.
Pozno leta 2010 so objavili, da Dakota Fanning v filmih ne bo igrala glavnih vlog vsaj dokler ne konča srednje šole leta 2011. Takrat je nameravala zaigrati glavno vlogo v filmski upodobitvi romana If I Stay, vendar se je odločila, da pri projektu ne bo sodelovala.
Dakota Fanning je pripovedovala del dokumentarnega filma Rise o ameriški zgodovini umetnostnega drsanja. Film so izdali februarja 2011 ob petdesetletnici strmoglavljenja letala Sabena Flight 548, v katerem je umrla celotna ameriška ekipa umetnostnih drsalcev. Zrecitirala je pesem o posmrtnem življenju narodnega junaka Laurencea Owena, ki je v nesreči umrl.
Februarja 2012 se je pričela produkcija filma The Motel Life, v katerem naj bi imela vlogo Annie James; snemanje je potekalo med februarjem in marcem 2011, film sam pa bo izšel nekje sredi leta 2012. Poleti leta 2011 je pričela snemati film Now Is Good v katerem igra Tesso Scott. Istega leta je postala obraz parfuma Oh! Lola Marca Jacobsa; posnela je kontroverzen oglas za promocijo parfuma, ki so ga na britanski televiziji prepovedali, saj naj bi prikazoval »sekusalizacijo otroka«. Jeseni leta 2011 je posnela film Effie, v katerem poleg Emme Thompson, Grega Wisea, Toma Sturridgea, Robbieja Coltranea, Julie Walters, Dereka Jacobija in Claudie Cardinale igra glavno vlogo. Film je napisala Emma Thompson, režiral pa Richard Laxton.
24. januarja 2012 so sporočili, da je Dakota Fanning podpisala pogodbo s podjetjem William Morris Endeavor, svojo novo agencijo. S tem je končala več kot desetletno sodelovanje z agencijo talentov Osbrink. Dakota Fanning bo zaigrala princeso Margareto v prihajajočem filmu Girls' Night Out. Podpisala je tudi pogodbo za igranje v filmu Mississippi Wild, katerega snemanje se je pričelo 21. marca 2011 v Atlanti, film sam pa bo izšel leta 2012.

## Filmografija

### Filmi
| Leto | Naslov                             | Vloga                      | Opombe                                                         |
| ---- | ---------------------------------- | -------------------------- | -------------------------------------------------------------- |
| 2001 | Father Xmas                        | Claire                     | Kratki film                                                    |
| 2001 | Pravi pravcati frajerji            | Majhna deklica v parku     |                                                                |
| 2001 | Moje ime je Sam                    | Lucy Diamond Dawson        | Dakotina mlajša sestra, Elle Fanning, igra mlajšo verzijo Lucy |
| 2002 | V pasti                            | Abigail »Abbie« Jennings   |                                                                |
| 2002 | Melanie se poroči                  | Melanie (kot otrok)        |                                                                |
| 2002 | Janko in Metka                     | Katie                      |                                                                |
| 2003 | Dekleta iz visoke družbe           | Lorraine »Ray« Schleine    |                                                                |
| 2003 | Maček v klobuku                    | Sally Walden               |                                                                |
| 2003 | Kim Possible: Čas za akcijo        | Kim pred šolanjem          | Glas                                                           |
| 2004 | Telesni čuvaj                      | Lupita »Pita« Martin Ramos |                                                                |
| 2004 | My Neighbor Totoro                 | Satsuki Kusakabe           | Glas (angleška verzija)                                        |
| 2004 | In the Realms of the Unreal        | Pripovedovalka             | Glas                                                           |
| 2005 | Srhljive skrivalnice               | Emily Callaway             |                                                                |
| 2005 | Lili in žverca 2 - Žverca z napako | Lili                       | Glas                                                           |
| 2005 | Nine Lives                         | Maria                      |                                                                |
| 2005 | Vojna svetov                       | Rachel Ferrier             |                                                                |
| 2005 | Dreamer                            | Cale Crane                 |                                                                |
| 2006 | Čudežna mreža                      | Fern Arable                | Elle Fanning igra Fernino vnukinjo v alternativnem koncu       |
| 2007 | Hounddog                           | Lewellen                   |                                                                |
| 2007 | Cutlass                            | Lacy                       | Kratki film                                                    |
| 2008 | Skrivno življenje čebel            | Lily Owens                 |                                                                |
| 2009 | Coraline 3-D                       | Coraline Jones             | Glas                                                           |
| 2009 | Push                               | Cassie Holmes              |                                                                |
| 2009 | Fragments - Winged Creatures       | Anne Hagen                 |                                                                |
| 2009 | Mlada luna                         | Jane                       |                                                                |
| 2010 | The Runaways                       | Cherie Currie              |                                                                |
| 2010 | Mrk                                | Jane                       |                                                                |
| 2011 | Jutranja zarja - 1. del            | Jane                       |                                                                |

### Televizija
| Leto | Naslov                   | Vloga                      | Opombe                                                         |
| ---- | ------------------------ | -------------------------- | -------------------------------------------------------------- |
| 2000 | Urgenca                  | Delia Chadsey              | »The Fastest Year«                                             |
| 2000 | Raztresena Ally          | Ally (5 let)               | »Ally McBeal: The Musical, Almost                              |
| 2000 | Strong Medicine          | Ediejeva deklica           | »Misconceptions«                                               |
| 2000 | Na kraju zločina         | Brenda Collins             | »Blood Drops«                                                  |
| 2000 | Praksa                   | Alessa Engel               | »The Deal«                                                     |
| 2000 | Vsi županovi možje       | Cindy                      | »Toy Story«                                                    |
| 2001 | Glavca                   | Emily                      | »New Neighbors«                                                |
| 2001 | The Fighting Fitzgeralds | Marie                      | »Pilot«                                                        |
| 2001 | Family Guy               | Majhna deklica             | »To Love and Die in Dixie«                                     |
| 2001 | The Ellen Show           | Mlajša Ellen               | »Missing the Bus«                                              |
| 2002 | Taken                    | Allie Keys                 | Televizijska miniserija Elle Fanning igra mlajšo verzijo Allie |
| 2004 | Justice League Unlimited | Mlajša Wonder Woman (glas) | »Kid Stuff«                                                    |
| 2004 | Prijatelji               | Mackenzie                  | »The One with Princess Consuela«                               |
| 2011 | Kickin' It               | Taylor                     | »Unsupervised Practice«                                        |

## Nagrade in nominacije
| Leto | Naslov dela             | Nagrada                                   | Kategorija | Osvojila? |
| ---- | ----------------------- | ----------------------------------------- | --- | --------- |
| 2001 | Moje ime je Sam         | Broadcast Film Critics Association Award  | Najboljša mlada igralka | Da        |
| 2002 | Moje ime je Sam         | Las Vegas Film Critics Society Award      | Mladostnik v filmu | Da        |
| 2002 | Moje ime je Sam         | Screen Actors Guild Award                 | Izstopajoči nastop ženske igralke v stranski vlogi | Ne        |
| 2002 | Moje ime je Sam         | Satellite Award                           | Izstopajoči novi talent | Da        |
| 2002 | Moje ime je Sam         | Chicago Film Critics Association Award    | Najbolj obljubljajoč nastopajoči | Ne        |
| 2002 | Moje ime je Sam         | Young Artist Award                        | Najboljši nastop v filmu - Mlada igralka, stara deset let ali manj | Da        |
| 2003 | Taken                   | Young Artist Award                        | Najboljši nastop v televizijskem filmu, miniseriji ali specijalki - Glavna mlada igralka                                                                                  | Ne        |
| 2003 | Taken                   | Saturn Award                              | Najboljša stranska igralka v televizijski seriji | Ne        |
| 2004 | Telesni čuvaj           | Broadcast Film Critics Association Award  | Najboljša mlada igralka | Ne        |
| 2004 | Maček v klobuku         | Young Artist Award                        | Najboljši nastop v filmu - Glavna mlada igralka | Ne        |
| 2005 | Telesni čuvaj           | Young Artist Award                        | Najboljši nastop v filmu - Glavna mlada igralka | Ne        |
| 2005 | Nine Lives              | Gotham Award                              | Najboljša igralska zasedba | Ne        |
| 2005 | Nine Lives              | Locarno International Film Festival Award | Najboljša igralka | Da        |
| 2005 | Srhljive skrivalnice    | MTV Movie Award                           | Najboljši prestrašeni nastop | Da        |
| 2005 | /                       | Relly Award                               | Najboljši dosežki mladostnika | Da        |
| 2005 | Vojna svetov            | Las Vegas Film Critics Society Award      | Mladostnik v filmu | Da        |
| 2005 | Vojna svetov            | Irish Film and Television Award           | Najboljša mednarodna igralka | Ne        |
| 2005 | Vojna svetov            | Broadcast Film Critics Association Award  | Najboljša mlada igralka | Da        |
| 2006 | Vojna svetov            | MTV Movie Award                           | Najboljši prestrašeni nastop | Ne        |
| 2006 | Vojna svetov            | Saturn Award                              | Najboljši nastop mlajšega igralca | Da        |
| 2005 | Dreamer                 | Nickelodeon Kids' Choice Award            | Najljubša filmska igralka | Ne        |
| 2005 | Dreamer                 | Young Artist Award                        | Najboljši nastop v filmu (komedija ali drama) - Glavna mlada igralka | Da        |
| 2006 | Čudežna mreža           | Broadcast Film Critics Association Award  | Najboljša mlada igralka | Ne        |
| 2007 | Čudežna mreža           | Young Artist Award                        | Najboljši nastop v filmu - Glavna mlada igralka | Ne        |
| 2007 | Čudežna mreža           | Nickelodeon Kids' Choice Award            | Najljubša filmska igralka | Da        |
| 2008 | Skrivno življenje čebel | Black Reel Award                          | Najboljša igralska zasedba (skupaj s Queen Latifah, Hilarie Burton, Paulom Bettanyjem, Alicio Keys, Jennifer Hudson, Sophie Okonedo, Tristanom Wildsom, Nateom Parkerjem) | Ne        |
| 2008 | Skrivno življenje čebel | Broadcast Film Critics Association Award  | Najboljša mlada igralka | Ne        |
| 2009 | Skrivno življenje čebel | Young Artist Award                        | Najboljši nastop v filmu (komedija ali drama) - Glavna mlada igralka | Da        |
| 2010 | Coraline                | Young Artist Award                        | Najboljši glasovni nastop - Mladi igralec/igralka | Ne        |
| 2010 | The Runaways            | MTV Movie Award                           | Najboljši poljub (skupaj s Kristen Stewart) | Ne        |
| 2010 | Mlada luna              | Teen Choice Award                         | Filmska izbira kradljivka prizora | Ne        |